# Yoga
För andra betydelser, se Yoga (olika betydelser).

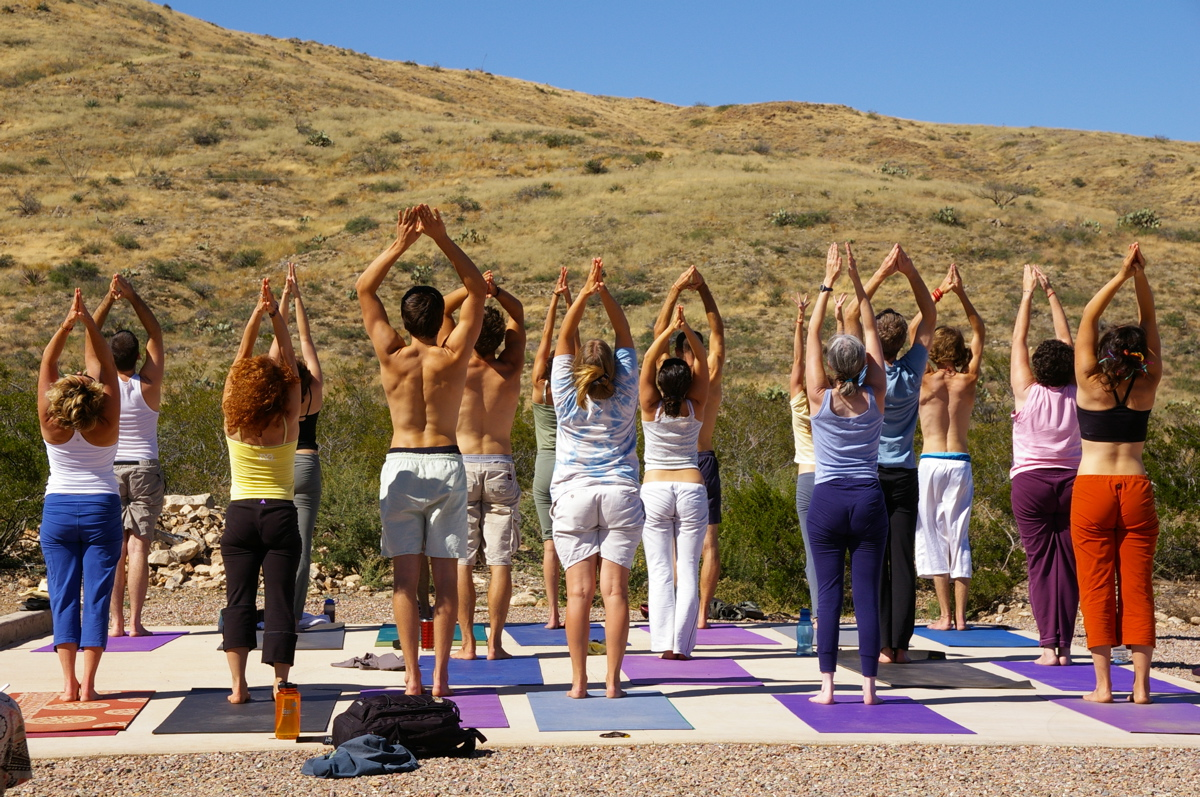
Studenter vid Diamond mountain center gör 108 solhälsningar. Bild från Arizona 2007.

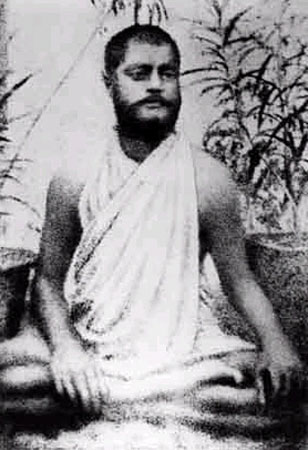
Swami Vivekananda var den yogi som tidigast undervisade om yoga i västerlandet. Bild från Calcutta 1885.

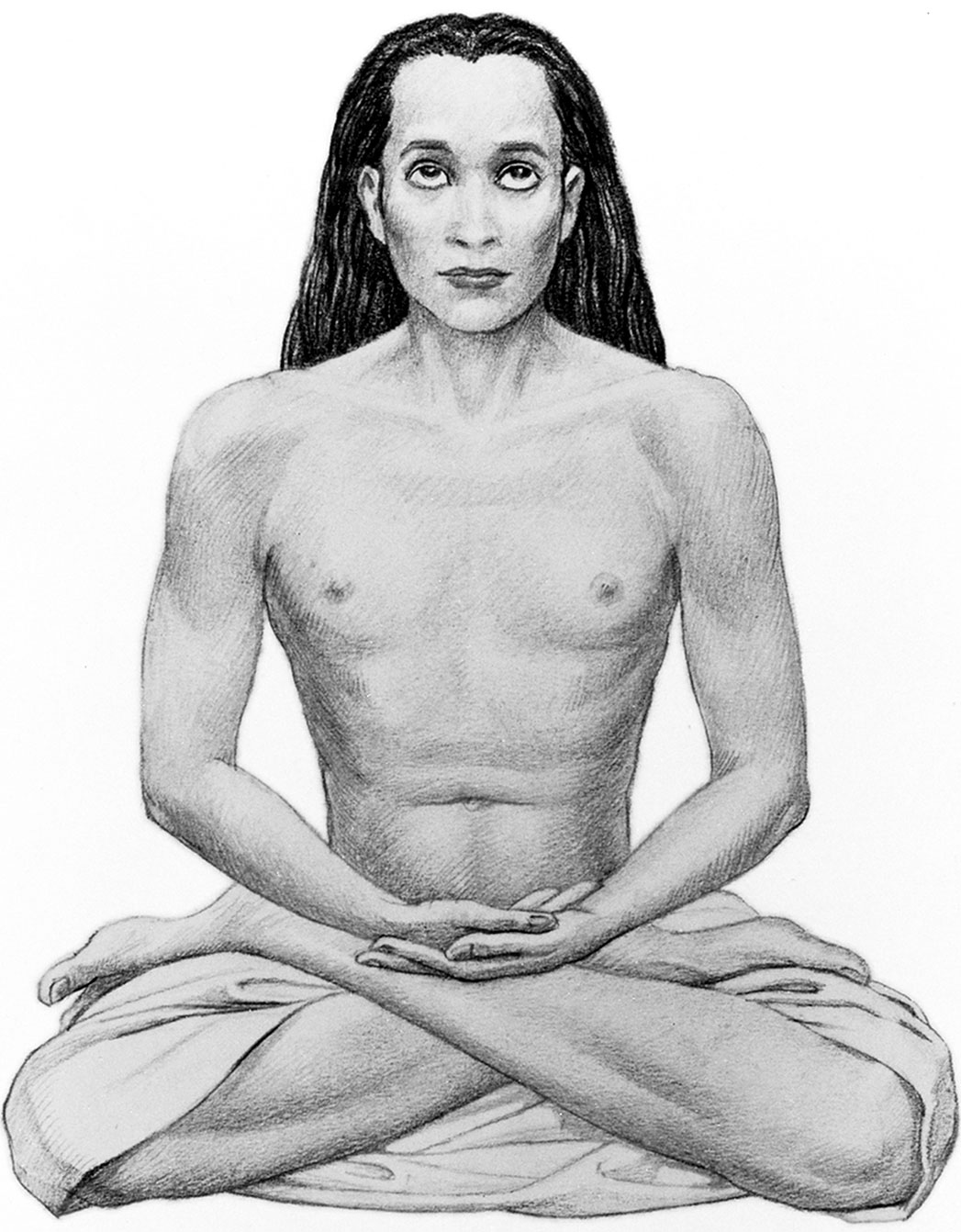
Mahavatar Babaji, en helig man i kriyayoga-traditionen, sitter i lotusställning, den mest lämpade ställningen för dynamisk ute-meditation.

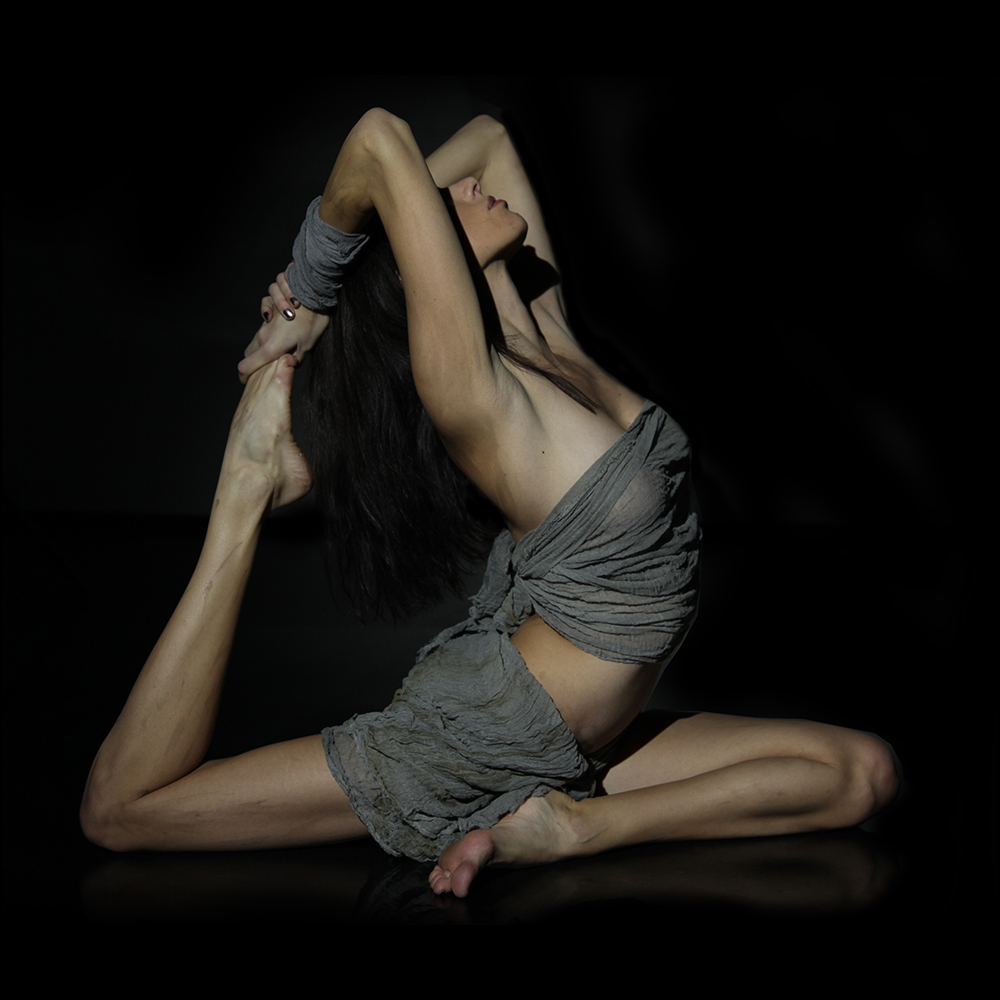
Ställningen enbent kungsduva av Nina Mel, yogini.

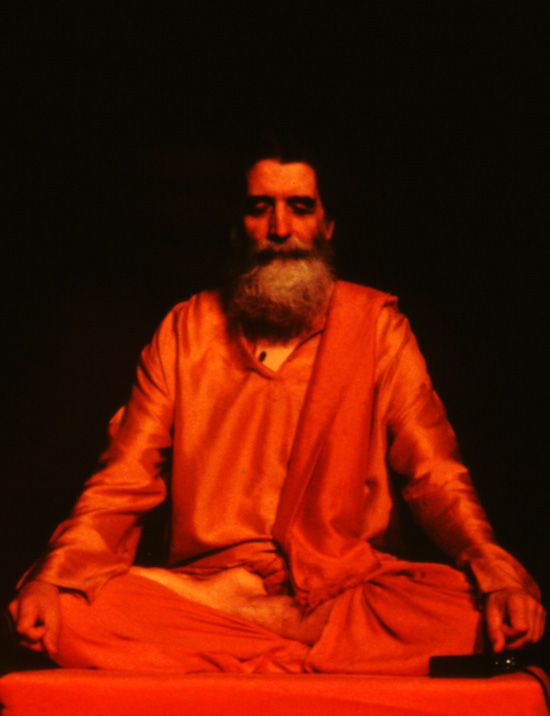
Swami Janakananda i Aix-Le-Bains, 1995.

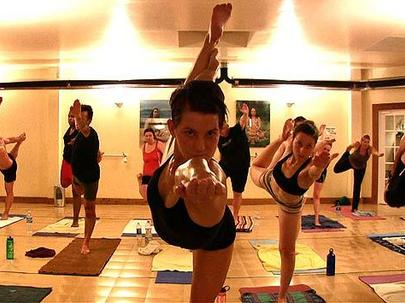
Nutida yoga i väst: Bikram yoga 2009.

Yoga (sanskrit, Pāli: योग, IAST: yóga, IPA: /joːgə/) är ett grundläggande begrepp i indisk filosofi, psykologi och religion och var i äldre indisk tradition beteckning på ett flertal olika fysiska och kontemplativa tekniker. I västvärlden används benämningen "yoga" ofta i en snävare betydelse, och avser då en nutida form av hathayoga, med fokus på fysiska övningar genom de ställningar som kallas asana.

## Översikt
I den äldre vediska litteraturen är yoga en term med skiftande betydelse. I senare indisk litteratur är yoga en av hinduismens sex ortodoxa filosofiska system, nära knutet till samkhya, där yoga är inriktat på ett pragmatiskt träningssystem. Omkring år 400 sammanställdes en skrift, Yoga Sutra, som gav yoga en specifik utformning med ett system av övningar.
Indisk filosofi har uppmärksammats i Europa sedan 1800-talet, men utövande av yoga etablerades först på 1890-talet. Hathayoga har starkt kommit att påverka den västerländska bilden av yoga. Under 1900-talet har yoga utvecklats i interaktion mellan indiska och västerländska aktörer. Numera uppträder yoga internationellt i form av tydliga skolor, allt mer uppfattad som en metod för fysisk träning. Några viktiga grenar inom yogan är rajayoga, hathayoga, karmayoga, jnanayoga och bhaktiyoga.

## Etymologi och användning av ordet yoga
Ordet yoga kommer från sanskrit. Verbet med roten yuj betyder där "att lägga samman", "att sammanfoga", "att förena" eller "att tillfoga", och är besläktat med svenskans "oka", som i att "oka fast ett dragdjur till plogen". Ordets användningsområde utvidgades snart från detta till att mer allmänt betyda "användning, applicering, genomförande", men övriga betydelseutvecklingar har skett efter den vediska perioden (se indiska subkontinentens historia). I indisk epik återfinns också mer jordnära betydelser som "utförande", "strävan", "iver" och "flit".
Inom yogatraditionerna används ordet på olika sätt. Det kan syfta på förening mellan atman, den mänskliga själen och brahman, "världssjälen" såsom dessa begrepp konceptualiseras i hinduisk teologi - föreningen avser alltså inte den mellan kropp och själ som ofta refereras till inom mer västerländskt orienterad metafysik. Ordet kan också syfta på en ansamling av människans alla krafter, en koncentration av krafterna till en enda punkt, ”den till konstfärdighet upphöjda kontemplationen.”
I den hinduiska filosofin används ordet yoga även som hänvisning till en av de sex ortodoxa skolorna i den indiska filosofin.
Den som övar yoga eller följer yogafilosofin med engagemang kallas en yogi (man) eller yogini (kvinna).

## Historia
De vediska Samhitas nämner asketism. Asketiska metoder (tapas) refereras även till i Brāhmaṇa (900 till 500 f.Kr.), som är tidiga kommentarer till veda-skrifterna.
Flera sigill som hittats vid utgrävningar inom Induskulturen (cirka 3300–1700 f.Kr.) i dagens Pakistan avbildar figurer i ställningar som liknar senare tiders meditationsposer. Detta tolkas av exempelvis arkeologen Gregory Possehl som "en form av rituell ordning, vilket antyder att det kan vara en föregångare till yoga". Många forskare skisserar samband mellan Induskulturen och senare yoga-utövning, men ingen konsensus finns kring denna tolkning.
Tekniker för att uppleva högre medvetandetillstånd utvecklades av shramana-traditionerna och av Upanishad-traditionerna.

### Historia i väst
Med grund i den tyska romantiken och genom bland andra Friedrich Max Müller och Arthur Schopenhauer började i mitten av 1800-talet indisk filosofi uppmärksammas i västerlandet. Detta fick ett positivt mottagande av tidens intellektuella, särskilt från the New England Transcendentalists, exempelvis R. W. Emerson (1803-1882) och Henry David Thoreau, som 1849 beskrev sig själv som en ”yogi” och i sin bok Walden reflekterade över indisk filosofi.
År 1851 publicerades den första boken om yoga i väst, Treatise on Yoga Philosophy av N. C. Paul, som vid sidan av Major D. Basu hade påbörjat moderna vetenskapliga studier av yoga i slutet av 1800-talet. Det fortsattes på 1900-talet genom Sri Yogendra (1897-1989) och Swami Kuvalayananda.
Den förste indiske lärare som undervisade om yoga i västerlandet var Swami Vivekananda, som på 1890-talet reste runt i Europa och USA. 
Även teosofin, starkt influerad av indiska tankar, fick under slutet av 1800-talet och början av 1900-talet inflytande på västerlandets syn på yoga. Då betonades särskilt yogans transcendenta dimensioner och Katherine Tingley inrättade från år 1900 rajayoga-skolor i Point Loma, San Francisco, San Diego, Kuba, England, Tyskland och på Visingsö. På 1900-talet kom med Pierre Bernard och Blanche DeVries en mer kroppsligt orienterad yoga som lockade en köpstark målgrupp med inriktning på hälsa och skönhet. Marguerite Agniel formulerade denna nya yoga än mer tydligt genom sin uppmärksamhet på asanas och etablerade 1938 tanken att yoga bör ske i nakenhet. Mircea Eliade, rumänsk religionshistoriker, studerade yoga 1928-1933 i Indien. Han kom i en doktorsavhandling 1933 och i en senare bok, Yoga: Immortality and Freedom, (1954) 1958, att betona en tantrisk yoga-tradition och flytten av fokus från det transcendenta ("Atman-Brahman" i Advaita) till den tydliga inriktning på kroppen som präglar vår tids västerländska yoga. Indra Devi lanserade på 1950-talet ett mjukt, vilande slag av yoga med ett fåtal asana, och undvek andlig undervisning. Hon såg yoga som en terapi mot oro och stress, för skönhet och hälsa. 

## Ändamål
Det yttersta målet med yoga har traditionellt beskrivits som moksha (frihet, frigörelse), men en entydig beskrivning av vad detta innebär är inte möjlig; det beror på vilken praktisk, filosofisk eller andlig tradition man utgår ifrån. I Yoga Sutras av Patanjali beskrivs ändamålet som en absolut frihet. Inom Shaiva avser yoga att förena kundalini med Shiva. Mahabharata beskriver ändamålet med yoga som att kunna erfara föreningen av Atman och Brahman. Dessa ändamål kan liknas vid västerländska begrepp som henosis och gnosis. 
Vid sidan av, eller i stället för, dessa andliga ändamål utövas yoga för att minska stress, hålla kroppen smidig, och öka välbefinnande och hälsa. I västerländsk tradition har under senare decennier uppmärksamheten på yoga som väg mot fitness dominerat.

### Yoga sutra
Enligt Yoga sutra av Patanjali har yogan åtta steg:
1. Yama
2. Niyama
3. Asana
4. Pranayama
5. Pratyahara
6. Dharana
7. Dhyana
8. Samadhi

## Olika yogatraditioner
- Bhaktiyoga
- Hathayoga
- Jnanayoga
- Karmayoga
- Rajayoga eller Ashtangayoga

### Hathayoga
Hathayoga, en tradition som betonar shatkarma, rening av de inre organen, pranayama, andningsövningar och asanas, kroppsställningar, är känd från texter som kan dateras till 1100-talet och framåt.
Hathayoga och dess kroppsövningar, asana, är i Europa den mest kända formen, och många västerlänningar använder ordet "yoga" synonymt med dessa fysiska övningar. Utövaren strävar efter balans genom meditation (dhyana), andningsteknik (pranayama) och kroppsövningar (asana). Bland de mest kända formerna av hathayoga återfinns iyengaryoga och ashtanga vinyasa-yoga.

### Rajayoga
Rajayoga beskrivs i Patanjalis Yoga Sutras, och räknas som en del av Samkhya-traditionen. Olika aspekter av yoga tas också upp i många andra hinduiska skrifter, exempelvis Veda-skrifterna, Upanishaderna och Bhagavad-Gita.

## Nutida yoga i väst
På 1960-talet ökade intresset för indisk andlighet starkt i väst. Under denna period tillhörde de mest inflytelserika yogalärarna två olika riktningar, de som följde Sivananda Saraswati (1887–1963) och de som följde Tirumalai Krishnamacharya (1888–1989). Lärare som undervisade i Hathayoga i väst under denna tid var B.K.S. Iyengar (1918-2014), K. Pattabhi Jois (1915-2009), Swami Vishnu-devananda (1927-1993) och Swami Satchidananda (1914-2002). Yogi Bhajan införde kundaliniyoga till USA 1969.
År 1970 grundade Swami Janakananda den första nordiska yogaskolan i Köpenhamn, som fortfarande är verksam i flertalet nordiska länder.
En andra "yoga boom" kom på 1980-talet, då Dean Ornish, som följde Swami Satchidananda, förknippade yoga med hjärt/kärl-hälsa och betonade yoga som ett rent fysiskt system för träning för god hälsa - yoga menades stå helt vid sidan av new-age eller esoterism och vara fristående från alla religiösa anknytningar. I västerlandet har ordet yoga sedan 1980-talet främst kommit att associeras med Hathayoga och dess asanas (ställningar). Det har dessutom kommit att uppfattats som en form av träning.
Sedan år 2000 har yoga konstant ökat i popularitet i väst. I USA har antalet personer som utövar yoga ökat från 4 miljoner (år 2001) till 20 miljoner (år 2011).

### Yogans spridning
Den amerikanska tidskriften Yoga Journal genomförde 2008 en undersökning, där 5050 respondenter som var statistiskt representativa för USA:s befolkning intervjuades. Undersökningen visar att närmare 16 miljoner utövar yoga i USA, och att de årligen spenderar 5,7 miljarder dollar på yogaundervisning och yogarelaterade produkter. 72 procent av utövarna är kvinnor, 28 procent är män. Ungefär en fjärdedel har utövat yoga mindre än ett år, en fjärdedel mellan ett och två år, en fjärdedel två till fem år och en fjärdedel över fem år. Idag praktiseras yogan i olika former och finns representerade i moderna skolor, allt ifrån de mer traditionella stilarna såsom ashtangayoga och hathayoga till nyare traditioner och skolor såsom skrattyoga (hashyayoga), kundaliniyoga, Bikramyoga, jivamuktiyoga, anusarayoga, poweryoga och modern fusion-yoga. Mode och "klädkod" vid yoga har uppmärksammats. Exempelvis har nagna yoga, "nakenyoga", fått uppmärksamhet under senaste decenniet.

## Kritik
År 2013 opponerade sig vissa skolor i USA mot utövande av yoga inne i skolans lokaler, med argumentet att detta propagerade för hinduism. Samma argument framfördes i vissa svenska skolor, men möttes då av bred oförståelse, i stället har yoga kommit att bli allt mer accepterad, även inom kristen tradition. I Svenska kyrkan ingår yoga i flera församlingars verksamhet.